# Осада Нафплиона (1686)
Осада Нафплиона (ит. Assedio di Nauplia) — бои летом 1686 года между венецианскими и османскими войсками во время Морейской войны за обладание крепостью Нафплион.

## Начало кампании
Весной 1686 года османы взяли на себя инициативу и попытались отбить Зарнату и крепость Келафа с суши, но потерпели неудачу, поскольку венецианцам удалось относительно благополучно снабжать защитников морским путем. Главой сухопутных войск был назначен опытный шведский фельдмаршал Отто Вильгельм Кенигсмарк, а Морозини сохранил за собой командование флотом. Венецианские войска собирались медленно, и Морозини пришлось ждать прибытия подкрепления 13 галер из Папской области и Великого герцогства Тосканского, а также дополнительных наемников, которые увеличили его армию примерно до 10 000 пехотинцев и 1000 кавалеристов. Наконец, в июне венецианские войска снова высадились в Мессинском заливе и захватили две крепости близ Наварина. После успешного сражения 22 июня христиане захватили Метони. Затем венецианцы молниеносным движением отвели свою полевую армию из Мессении и между 30 июля и 4 августа высадили её в Толо, в пределах досягаемости от столицы Пелопоннеса Нафплиона. 

## Бои за Нафплион
В первый же день Кенигсмарк повел свои войска на захват холма Паламиди, тогда ещё плохо укрепленного и возвышавшегося над городом. Командующий городом Мустафа-паша переселил мирных жителей в цитадель Акронавплии и отправил срочные сообщения сераскиру Исмаил-паше о помощи. Прежде чем венецианцам удалось завершить высадку, Исмаил-паша прибыл в Аргос с 4000 конников и 3000 пехотинцев и попытался помочь осаждённому гарнизону. 
7 августа венецианцы начали наступление на деблокирующую армию. Кенигсмарк приказал своим подчиненным не открывать огонь, пока они не окажутся «на расстоянии пистолетного выстрела». Первыми атаковали турки: главный удар сипахов был сосредоточен против правого христианского крыла, но после тщетных попыток прорвать пехотную линию Кенигсмарка они в конечном итоге отступили с поле боя в Коринф. 
В течение следующих двух недель, с 16 августа, войска Кенигсмарка были вынуждены непрерывно отражать атаки войск Исмаила-паши, отбивать вылазки осажденного гарнизона и справиться с новой вспышкой чумы. Так, из 2750 человек у ганноверцев, бывших на венецианской службе, насчитывалось 1200 больных и раненых. Гарнизон турок, несмотря на почти ежедневный обстрел из увеличивавшегося числа артиллерийский батарей и предложение о сдаче, продолжал сопротивляться.
29 августа Исмаил-паша предпринял крупномасштабную атаку на венецианский лагерь. Османская пехота численностью 3000 человек шла всю ночь, чтобы обойти венецианские укрепления, протянувшиеся с запада на восток на 1400 метров, и застать противника врасплох, атаковав с высот. Они смогли продвинуться к центру христианского лагеря и, уничтожив несколько полков, посеяли панику. Кенигсмарк решил отвести большую часть войск, защищавших окопы от атак турецкой кавалерии, и бросить их в смелую контратаку на своём правом крыле. Одновременно Морозини высадил с кораблей 2000 человек, ударивших на фланг османов. Турки в беспорядке отступили. Мустафа-паша в тот же день сдал крепость, и через несколько дней Морозини устроил триумфальный въезд в Нафплион, почти полностью разрушенный и сожжённый в результате обстрелов. 

## Результаты
Семь тысяч мусульман, включая гарнизон, были перевезены в Тенедос. Нафплион стал главной базой венецианцев, а Исмаил-паша после усиления гарнизонов в Коринфе, контролировавших проход в Центральную Грецию, отступил в Востицу (совр. Эйон) на севере Пелопоннеса.